# Kirby: Triple Deluxe
Kirby: Triple Deluxe is een platformspel voor de Nintendo 3DS. Het spel werd uitgegeven door Nintendo en is ontwikkeld door dochteronderneming HAL Laboratory. Het spel is uitgegeven in Japan op 11 januari 2014, in Europa verscheen het spel op 16 mei 2014.

## Spel
Het spel is een tweeënhalfdimensionaal platformspel waarin protagonist Kirby het opneemt tegen allerlei vijanden. Hij kan tegenstanders opzuigen. Ook kan hij outfits vinden waarmee hij andere vaardigheden krijgt, zoals ijs, vuur en steen. In sommige levels heeft Kirby de beschikking tot Hypernova, een kopieervaardigheid die hij verkrijgt door het eten van Miracle Fruit. Dit vergroot zijn opzuigcapaciteit. Hij kan dan alles opzuigen, maar ook de eindbaas verslaan of het oplossen van puzzels in het level.

## Ontvangst
| Recensiescore             | Recensiescore |
| Recensieverzamelaar       | Score         |
| ------------------------- | ------------- |
| GameRankings              | 80,6%         |
| Metacritic                | 80%           |
| Publicist                 | Score         |
| Destructoid               | 8             |
| Electronic Gaming Monthly | 9             |
| Game Informer             | 8,5           |
| GameSpot                  | 8             |
| IGN                       | 6             |
| Nintendo Power            | 85%           |

Het spel werd positief ontvangen in recensies. Men prees het innovatieve levelontwerp en de gevechten met een eindbaas, maar kritiek was er op de eenvoudige grafische presentatie en de lage moeilijkheidsgraad.
Op aggregatiewebsites Metacritic en GameRankings heeft het spel verzamelde scores van respectievelijk 80% en 80,6%.